# Arte de la Revolución Islámica

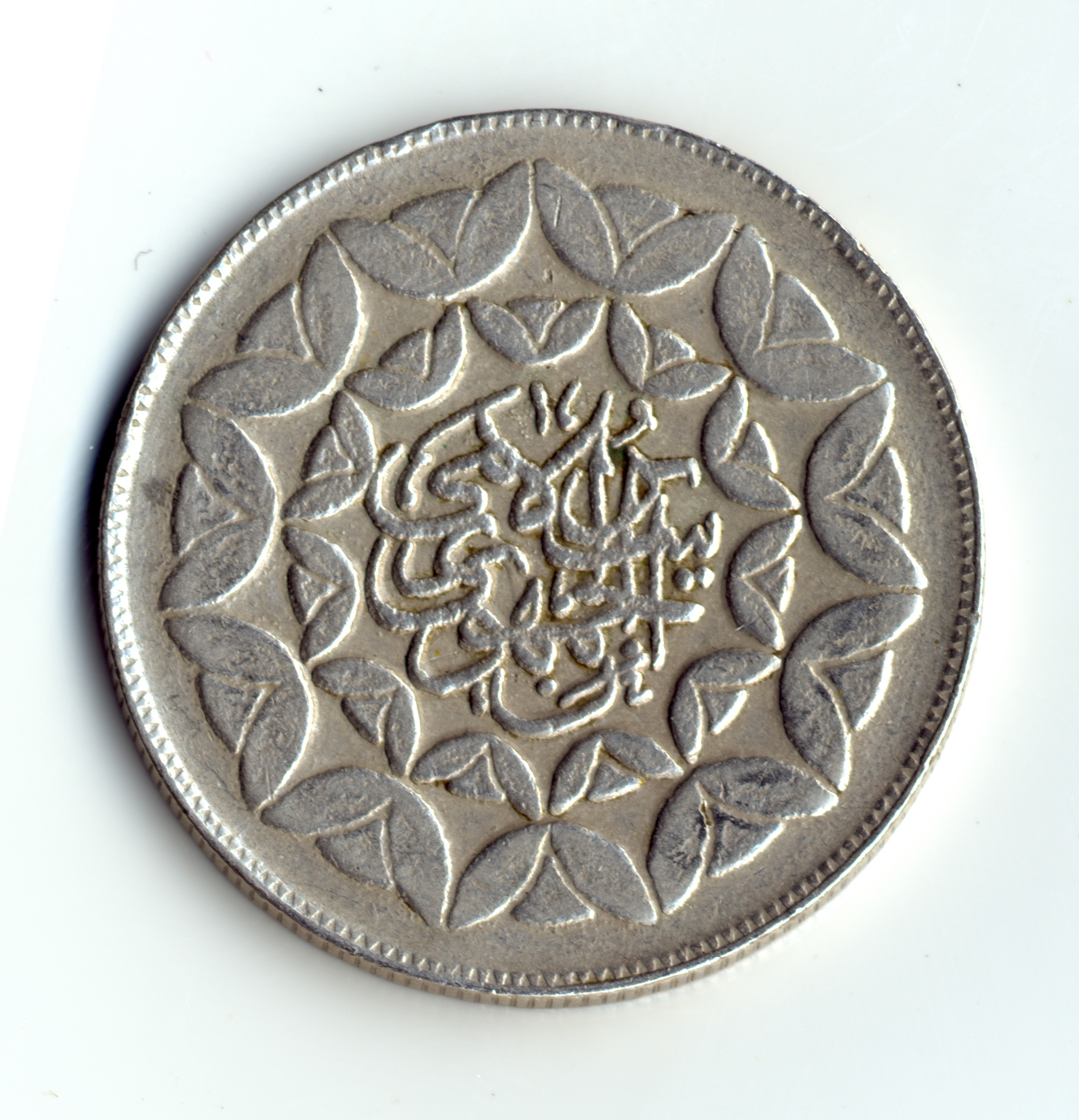
Anverso de la moneda Iraní 20 Rials - tercer aniversario de la revolución Islámica

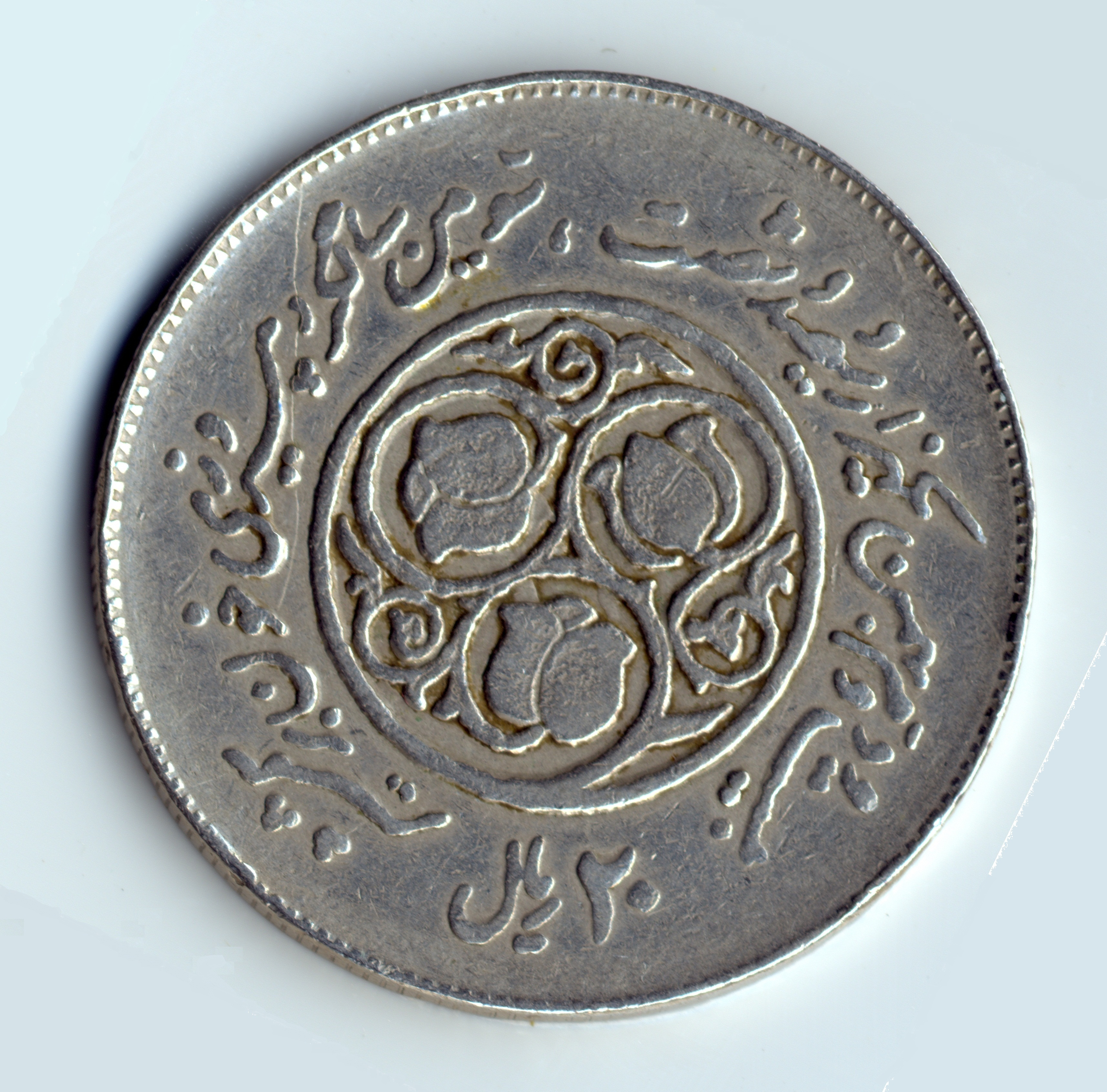
Reverso de la moneda Iraní 20 Rials - tercer aniversario de la revolución Islámica

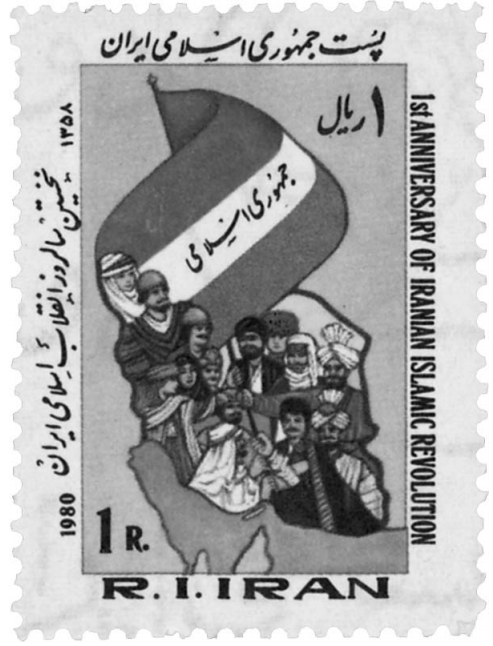
Sello en memoria de la victoria de la revolución islámica

El arte de la Revolución Islámica (en persa: هنر انقلاب اسللامی) es un estilo particular que se formó de forma simultánea al aumento de las protestas revolucionarias del pueblo de Irán de la mano de varios artistas que comulgaban con la revolución. Después de la victoria de la Revolución Islámica de Irán, en febrero de 1979, esta corriente artística se conoció como "Arte de la Revolución". 

## Raíces
El "arte popular" de la revolución reemplazó gradualmente al "arte moderno" perseguido por el régimen de los Pahlavi. Las raíces teóricas de este movimiento artístico se pueden reconocer como "arte de la protesta", que desarrollaron artistas iraníes a partir de 1941 con el desarrollo del pensamiento izquierdista. Esta corriente se formó en el marco de la literatura y el arte negros tras el golpe de Estado de 1953 y fue visible desde de la década de los cuarenta al margen de las publicaciones hasta que, en la década de los cincuenta y, más adelante, en 1975, una serie de artistas criticó seriamente las funciones del régimen antipopular de los Pahlavi. Este nuevo movimiento estaba formado por jóvenes estudiantes universitarios y graduados que desafiaron la corriente oficial del arte.
En pleno fervor de la revolución, la mayoría de los artistas tenían diferentes tendencias religiosas y seculares, sincronizadas y unidas contra la tiranía real. Estos jóvenes presentaron numerosas obras en un breve lapso de tiempo. Allí donde les era posible expusieron estas obras revolucionarias. Por ejemplo, los efectos visuales de los estudiantes influenciados por los principios de la revolución se expusieron en febrero de 1979 en el Hosseiniyeh Ershad, uno de los centros para la atención de las fuerzas jóvenes revolucionarias. Estos trabajos se enfocaron en la moral, las cuestiones religiosas, la pobreza, la injusticia social, los lemas de la revolución y la lucha contra el imperialismo. Esta exposición tuvo una gran acogida y el público hacía largas colas para visitarlas.
Estas obras se expusieron en todo el país. Con estas exposiciones itinerantes en diferentes ciudades como Qom, Isfahán, Shiraz, Ahvaz, Kermanshah y Tabriz, los artistas trataban de erradicar la antigua forma del arte de la mentalidad de los intelectuales y de las personas de a pie así como de comunicarse con las masas con un mensaje y un lenguaje nuevo.

## Características
La Revolución Islámica de Irán tuvo como objetivo presentar un nuevo mensaje al mundo de los vínculos humano-religiosos en una época de prosperidad de las escuelas religiosas y de espiritualidad seculares, como el marxismo y el liberalismo. La atención al desarrollo y la perfección de la humanidad y la creación de un ambiente adecuado para el crecimiento de las virtudes humanas son principios fundamentales en las enseñanzas islámicas así como el principal objetivo del establecimiento de la República Islámica. Por esta razón, ideas y lemas absurdos, como "el arte por el arte", fueron marginados y no tuvieron popularidad en la sociedad ni entre los artistas revolucionarios de Irán.
En los primeros años de fervor que siguieron a la victoria de la Revolución Islámica se alentó el "arte popular", el cual transmitía los valores culturales de la revolución. “El arte popular” era un término usado en ese período para reemplazar al "arte modernista" que era una mezcla de realismo y a veces expresionismo. Este nuevo arte, con cuestiones políticas y revolucionarias, trató de promover y propagar los orígenes revolucionarios y fue entendido por la gente común, especialmente los oprimidos.  Por ejemplo, se puede referencia al cine de Irán y a sus sorprendentes cambios, que lo han hecho radicalmente diferente al que había antes de la revolución. El arte del cine que, según los expertos estaba "muerto" a finales del régimen de los Pahlavi, se ha desarrollado significativamente en los 40 años transcurridos desde la revolución y no sólo en el ámbito interior nacional sino también en el exterior, llegando a erigirse como paradigma de cine revolucionario y comprometido con la moral y la Humanidad. 
Al comparar y revisar las obras de los primeros años de la victoria de la Revolución Islámica se observa que, en muchos casos, los elementos y patrones tradicionales del antiguo arte persa están presentes en las obras de ese periodo posrevolucionario. En estas obras no hay una fascinación abrumadora por el patrimonio del pasado ni brotes fanáticos por el arte moderno. En los años posteriores a la revolución, el artista iraní reconoce su patrimonio artístico y mira el arte occidental desde el punto de vista de su cultura y tradición y en sus marcos estrictamente artísticos. De hecho, con esta elección, ha estado tratando de reconstruir y actualizar su antigua herencia con los métodos modernos en boga y de moderar las nuevas doctrinas artísticas con los valores y tradiciones antiguos. De esta manera, los artistas de la Revolución Islámica, a través de la selección deliberada de este método, probaron una nueva experiencia y alcanzaron un lugar especial en el arte contemporáneo del mundo.

## El artista y la ética
La ética en el arte de la Revolución Islámica es un fundamento. Esto no significa que el artista no pueda seleccionar los temas, pero la ética requiere que el artista trate temas inmorales como el crimen, la prostitución, el robo y el libertinaje, con precisión y elegancia, e incluso utilizando expresiones simbólicas y con el objetivo de refinar la moral y apostar por la ética. En muchas ocasiones, en el arte de la Revolución Islámica, el artista elige los mismos temas que un artista laico, pero los pule con su propia mirada. De esta manera no hay ninguna inmoralidad en este arte, y se preserva la dignidad humana al ver y oír: oídos y alma están así protegidos de la iniquidad.

## Para leer más
- Picturing Iran: Art, Society and Revolution[6]
- Contemporary Iranian Art: From the Street to the Studio[7]
- Staging a Revolution: The Art of Persuasion in the Islamic Republic of Iran[8]